# Miquel Nelom
Paddy Miquel Nelom (* 22. September 1990 in Spijkenisse) ist ein niederländischer Fußballspieler.

## Werdegang

### Vereinskarriere
Miquel Nelom wurde in Spijkenisse, einem Vorort von Rotterdam, geboren und spielte in seiner Jugend bei VV Spijkenisse sowie in der U-19-Mannschaft von Feyenoord Rotterdam Fußball.
Sein Profidebüt für Excelsior Rotterdam gab Nelom am 9. Oktober 2009 in der Eersten Divisie, der zweiten holländischen Liga, gegen den HFC Haarlem, als er in der 90. Minute für Tobias Waisapy eingewechselt wurde. Nachdem Excelsior zur Saison 2010/11 in die Eredivisie aufstieg, debütierte Nelom am 7. August 2010 beim Saisonauftakt gegen BV De Graafschap in der ersten Liga; das Spiel wurde 0:3 verloren.
2011 wechselte Miquel Nelom zu Feyenoord Rotterdam und spielt seitdem regelmäßig für die Mannschaft in der Eredivisie. Am 25. April 2016 gewann Nelom mit Feyenoord durch ein 2:1 im Finale gegen den FC Utrecht den KNVB-Pokal 2015/16. In der Saison 2016/17 gewann Nelom mit Feyenoord die Meisterschaft.
Am 27. Januar 2018 gab Feyenoord bekannt, Nelom an den Stadtrivalen Sparta Rotterdam auszuleihen.
Im September 2018 wechselte Nelson nach Schottland zu Hibernian Edinburgh und unterschrieb einen Vertrag bis zum Ende der Saison 2018/19.
Ab der Saison 2019/20 lief Miquel Nelom für Willem II Tilburg auf. Mitte 2022 endete der Vertrag. Seitdem ist er vereinslos.

### Nationalmannschaft
Miquel Nelom hatte 2012 vier Einsätze für die niederländische U-20- sowie einen Einsatz für die
U-21-Nationalmannschaft.
Sein Debüt für die niederländische Nationalmannschaft gab Nelom im Rahmen zweier Freundschaftsspiele im Juni 2013 gegen China und Indonesien, die 2:0 bzw. 3:0 gewonnen wurden.